# 汉斯·卡尔特
汉斯·卡尔特（德語：Hans Kalt，1924年3月26日—2011年1月2日），瑞士男子赛艇运动员。他曾代表瑞士参加1948年和1952年夏季奥林匹克运动会赛艇比赛，获得一枚银牌和一枚铜牌。